# Kilian Hennessy
Kilian Hennessy (* 19. Februar 1907; † 2. Oktober 2010 in der Schweiz) war ein französischer Geschäftsmann.

## Leben
Kilian Hennessy war in fünfter Generation Leiter von Hennessy, die 1765 von Richard Hennessy gegründet wurde. Hennessy war 1971 am Zusammenschluss mit der Champagnermarke Moët & Chandon als Chief Executive Officer beteiligt. Diese wurde 1987 durch weitere Zusammenschlüsse zu Moët Hennessy Louis Vuitton. Hennessy war bis zu seinem Tode Mitglied im sogenannten Advisory Board der Firma. Hennessy lebte zuletzt alternierend in der Schweiz und im Schloss der Familie in  Saint-Brice im französischen Département Charente.